# NGC 2343
NGC 2343 (другое обозначение — OCL 565) — рассеянное скопление в созвездии Единорог.
Этот объект входит в число перечисленных в оригинальной редакции «Нового общего каталога».
Наблюдение 55 звёзд в окрестностях скопления подтвердило принадлежность к NGC 2343 у 32 звёзд, включая звезду под обозначением HD 54387, вероятно, являющуюся звездой-гигантом.